# Salvador Heresi
Saleh Carlos Salvador Heresi Chicoma (Lima, 16 de febrero de 1966) es un abogado y político peruano. Fue ministro de Justicia durante el gobierno de Martín Vizcarra en 2018, congresista de la república en el disuelto periodo 2016-2019 y alcalde del distrito de San Miguel en 3 ocasiones.

## Biografía
Nació el 16 de febrero de 1966, en el Hospital del Empleado (Hoy Hospital Rebagliati).
Concluyó su educación primaria y secundaria en el Colegio San Antonio de Padua. 
En su juventud, por el año 1983, formó parte de la mítica banda llamada "Overkill" del género heavy rock, cumpliendo el papel de segunda guitarra y coros.
Es Bachiller en Derecho en la Universidad de San Martín de Porres especializándose en derecho municipal, derecho administrativo y gestión pública.

## Carrera política
Durante sus años universitarios, Heresi se reinscribió, ratificando su militancia política desde los 14 años, en el Partido Popular Cristiano en 1985 de posición centroderecha. Se desempeñó como Subsecretario de Doctrina de 1986 a 1989, Secretario Nacional de Juventudes de 1989 a 1992 y Secretario Nacional de Administración Pública de 1992 a 1993.
Debido a la integración del PPC a la coalición Frente Democrático (FREDEMO), Heresi fue elegido como regidor del distrito de San Miguel en las elecciones municipales de 1989.
Durante su año en el Concejo de San Miguel, Heresi se desempeñó simultáneamente como Subdirector de Asuntos Jurídicos de la Municipalidad Provincial del Callao, director de Participación Vecinal (1991), gerente general de la Asociación de Municipalidades del Perú (AMPE) (1991-1993) y como director general de Transporte (1992-1993). En 1996 se trasladó a la Municipalidad de Chorrillos, ocupando el cargo de secretario general hasta 1998.

### Alcalde de San Miguel
En las elecciones municipales de 1998, Heresi hizo su primera candidatura a la alcaldía del distrito de San Miguel. Aunque ocupó el segundo lugar con el 35,8% del voto popular, consiguió un puesto destacado a nivel local.
En 2002, Heresi se volvió a presentar como candidato por la alianza Unidad Nacional y ganó la alcaldía con el 42,1% del voto popular para el periodo municipal 2003-2006. Fue reelegido para un segundo mandato municipal con el 65%.
Ha sido reconocido como el alcalde más exitoso de su distrito recibiendo la condecoración del entonces presidente Alan García como Gran Oficial de la Orden "Al mérito por Servicios Distinguidos" el 14 de abril del 2011.
Durante su gestión como alcalde de San Miguel se hicieron obras de gran importancia para el desarrollo de la ciudad como la Nueva Av. Costanera, las obras de la Costa Verde que consistieron en la reapertura del tramo que permitió el acceso a la Av Universitaria, el tramo hasta la Av. Escardó, la colocación de geo mallas en los acantilados, la construcción del malecón y la construcción de dos puentes de acceso desde la zona superior, el malecón Bertolotto, la Botica de a Sol, el ensanchamiento de vías de 2 a 4 carriles como las Avenidas Escardo (desde la Av. Costanera hasta la Av. La Marina), prolongación La Mar y la Av. Riva Agüero, las pistas y veredas de la 9º Etapa de Pando, la remodelación del Parque Juan Pablo II, las estatuas de Juan Pablo II, Juan XXIII y John Lennon, esta última como parte de toda una movida cultural que caracterizó a su gestión. Se recuerdan grandes festivales musicales de diversas expresiones musicales en los que hasta el mismo Heresi participaba cantando para los miles de asistentes. No se pueden dejar de mencionar la adquisición de la Casa más antigua de San Miguel, antes los antiguos Baños ahora la Casa de la Cultura, salvándose dicho patrimonio monumental que era propiedad de le empresa Repsol que la tenía como proyecto para una eventual estación de servicios. Asimismo, el Nuevo Palacio Municipal que se inauguró en el año 2011 con la presencia del Presidente de la República y la alcaldesa de Lima.
La gestión Heresi tiene como mérito haber logrado el Cierre del Colector Costanero que implico el desarrollo de grandes proyectos inmobiliarios aumentandose la cantidad de predios de 33 mil a 55 mil. Heresi encontró en la Municipalidad un presupuesto de 23 millones de soles y lo dejó en 85 millones. Ocho años después de ser alcalde el presupuesto municipal no ha sufirdo un sustancial incremento. La revalorización del predios que beneficio a los vecinos y obtener el quinto lugar en desarrollo nacional son parte de los logros de su gestión como alcalde de San Miguel. También obtuvo premios en Creatividad Empresarial y Ciudadanos al Día, destacando el Premio Creatividad Empresarial por el proyecto de Cultura Ciudadana "Si me Tocas, Yo te acuso" en salvaguarda de la integridad sexual de los menores de edad.
Heresi dejó el Partido Popular Cristiano en febrero de 2010, debido a enfrentamientos y discrepancias internas. Para las elecciones del 2010, se integró al partido Cambio Radical y decidió nuevamente postular a la alcaldía de San Miguel para un tercer mandato municipal, Heresi logró tener éxito con el 50% de votos.

### Candidato a la Alcaldía de Lima
En las elecciones municipales del 2014, estaba previsto que Heresi se postulara para la alcaldía de Lima. Considerado un buen candidato al puesto para vencer a Susana Villarán en su intento de reelección, ganó notoriedad por cantar en su propia campaña , con letras dirigidas a Luis Castañeda y Villarán. Debido a que Peruanos Por el Kambio no se registró a tiempo para las elecciones, fue invitado a postularse con Perú Patria Segura.
Se ubicó en cuarto lugar con casi 6% del voto popular. Esta votación le permitió tener una presencia política nacional.

### Congresista de la República
En las elecciones generales del 2016, postuló al Congreso de la República en la lista de Peruanos Por el Kambio en la circunscripción de Lima. Logró ser elegido con 78,615 votos para el periodo parlamentario 2016-2021.
En su gestión como congresista, Heresi presentó diversas iniciativas legislativas, entre ellas, el nuevo Código Penal, la Modificación de varios artículos del Código Civil, el Código de Niños, Niñas y Adolescentes, la Ley de Promoción de la Alimentación Saludable, la propuesta para asegurar la cancelación oportuna de las obligaciones de pago contraídas por entidades públicas cuyas fuentes de financiamiento provienen de recurso directamente recaudados, propuesta para regular el pago oportuno de facturas comerciales a fin de favorecer una economía más dinámica y competitiva promoviendo la MYPES y una propuesta de reforma constitucional para la reelección inmediata de autoridades locales.

### Ministro de Justicia
Tras la renuncia de Pedro Pablo Kuczynski a la presidencia de la República, Heresi fue nombrado como ministro de Justicia y Derechos Humanos el 2 de abril de 2018 por el presidente Martín Vizcarra en el gabinete ministerial liderado por César Villanueva.
Dentro de su gestión, tuvo que anular el irregular indulto al condenado expresidente Alberto Fujimori.
En julio del mismo año, renunció a raíz de unos audios, que se propalaron públicamente, en los que sostenía conversaciones telefónicas con el cuestionado magistrado César Hinostroza. Heresi se defendió señalando que dichos audios no tenían ninguna connotación penal ni ética. El presidente Martín Vizcarra le pidió su renuncia por Twitter a pesar de que Heresi ya había renunciado ante el presidente de manera personal al ponerlo en conocimiento que había sostenido conversaciones telefónicas con el magistrado cuestionado. Heresi defendió su posición señalando que había sido ilegalmente interceptado telefónicamente, que los audios no contenían ningún tema que tuviera connotación ética o penal, que como Ministro de Justicia no solo se comunicó con quien en ese momento era Presidente de la Sala Penal de la Corte Suprema de Justicia sino con otros actores del Sistema de Administración de Justicia como parte de las normales coordinaciones que correspondían a su cargo de Ministro de Justicia. Es así que Heresi deja el MINJUS el 21 de julio de 2018.
Tras su renuncia en el gobierno de Vizcarra, Heresi regresó a su escaño en el Congreso y asumió una posición discrepante con el gobierno en los meses siguientes. Aunque permaneció como Secretario General de Peruanos Por el Kambio, Heresi renunció a grupo parlamentario por discrepancia con la conducción de la misma, en noviembre de 2018. Los eventos posteriores fueron que Heresi declaró su oposición a Vizcarra con la mitad de la bancada. El partido cambió su nombre a Contigo en febrero de 2019, para marcar distancia con las iniciales de Pedro Pablo Kuczynski.
En julio del 2019, Heresi fue elegido como segundo vicepresidente del Congreso en la gestión de Pedro Olaechea. Estuvo ejerciendo sus labores hasta que en septiembre del mismo año, su cargo fue disuelto debido al Cierre del Congreso decretado por el expresidente Martín Vizcarra.
Heresi intentó ser reelegido en el 2020 como miembro del partido Contigo, sin embargo, no resultó reelegido.
Para las elecciones municipales del 2022, se afilió al partido Podemos Perú y postuló nuevamente a la alcaldía del distrito de San Miguel, donde logró quedar en el tercer lugar de las preferencias.